# Požega (Novi Pazar)
Pour les articles homonymes, voir Požega.
Požega (en serbe cyrillique : Пожега) est un village de Serbie situé sur le territoire de la Ville de Novi Pazar, district de Raška. Au recensement de 2011, il comptait 450 habitants.

## Démographie
| 1948 | 1953 | 1961 | 1971 | 1981 | 1991 | 2002 | 2011 |
| ---- | ---- | ---- | ---- | ---- | ---- | ---- | ---- |
| 598  | 746  | 728  | 503  | 553  | 981  | 523  | 450  |

|  |